# Сан-Кірико-Нуово
Сан-Кірико-Нуово (італ. San Chirico Nuovo) — муніципалітет в Італії, у регіоні Базиліката, провінція Потенца.
Сан-Кірико-Нуово розташований на відстані близько 330 км на південний схід від Рима, 25 км на схід від Потенци.
Населення — 1396 осіб (2014).

## Демографія
Населення за роками:

Станом на 1 січня 2023 року в муніципалітеті офіційно проживав 21 іноземець з 7 країн, серед них 12 громадян країн Євросоюзу.

## Сусідні муніципалітети
- Альбано-ді-Луканія
- Тольве
- Трикарико